# جون ديفيز (لاعب دوري الرغبي)
جون ديفيز (بالإنجليزية: John Davies)‏ هو لاعب دوري الرغبي بريطاني، ولد في 8 يناير 1991 في كاسلفورد ‏ في المملكة المتحدة.